# Gibson Lake
Gibson Lake är en sjö i Kanada.   Den ligger i distriktet Algoma och provinsen Ontario, i den sydöstra delen av landet, 700 km väster om huvudstaden Ottawa. Gibson Lake ligger 282 meter över havet.
I omgivningarna runt Gibson Lake växer i huvudsak blandskog. Trakten runt Gibson Lake är nära nog obefolkad, med mindre än två invånare per kvadratkilometer.